# Campionato asiatico per club 2007 (femminile)
Il campionato asiatico per club 2007 si è svolto dal 16 al 23 giugno 2007 a Vinh Phuc, in Vietnam. Al torneo hanno partecipato 8 squadre di club asiatiche ed oceaniane e la vittoria finale è andata per la seconda volta al Rahat CSKA.

## Squadre partecipanti
- Garuda
- Hisamitsu Springs
- Liaoning
- Rahat
- Sang Som
- Toumaris SKIF
- Sobaeksu S.G.
- Sport Center 1

## Classifica finale
| Classifica | Squadre           |
| ---------- | ----------------- |
|            | Rahat             |
|            | Sang Som          |
|            | Hisamitsu Springs |
| 4          | Sobaeksu S.G.     |
| 5          | Sport Center 1    |
| 6          | Liaoning          |
| 7          | Garuda            |
| 8          | Toumaris SKIF     |